# Wesolowskana
Genre
Synonymes
- Luxuria Wesołowska, 1989 nec Modeer, 1792

Wesolowskana est un genre d'araignées aranéomorphes de la famille des Salticidae.

## Distribution
Les espèces de ce genre sont endémiques du Cap-Vert.

## Liste des espèces
Selon World Spider Catalog (version 18.0, 26/05/2017) :
- Wesolowskana lymphatica (Wesołowska, 1989)
- Wesolowskana marginella (Simon, 1883)

## Étymologie
Ce genre est nommé en l'honneur de Wanda Wesołowska.

## Publications originales
- Koçak & Kemal, 2008 : New synonyms and replacement names in the genus group taxa of Araneida. Centre for Entomological Studies Miscellaneous Papers, no 139/140, p. 1-4 (texte intégral).
- Wesołowska, 1989 : Notes on the Salticidae (Aranei) of the Cape Verde Islands. Annali del Museo Civico di Storia naturale di Genova, vol. 87, p. 263-273.